# Liri Gega
Liri Besim Gega Ndreu (Argirocastro, 17 febbraio 1917 – 1956) è stata una partigiana e politica albanese.

## Biografia
Nacque ad Argirocastro il 17 febbraio 1917 da Beso e Asija Gega; ebbe almeno un fratello minore, Astrit, nato nel 1922. Frequentò l'Istituto pedagogico "Regina Madre" di Tirana, diplomandosi nel 1935 e lavorando poi come insegnante; avrebbe vinto una borsa di studio per l'Italia, dove avrebbe studiato a Roma o a Firenze. Al momento dell'invasione italiana dell'Albania guidò una protesta contro gli occupanti, strappando la bandiera italiana e sostituendola con quella albanese; fu quindi arrestata, venendo liberata solo grazie all'intercessione del padre che riuscì a convincere i ministri Xhevat Korça e Mark Gjomarkaj e il Primo ministro Mustafa Merlika Kruja a condizione che venisse internata a Tirana. Erano infatti note le tendenze comuniste della giovane donna, che rinnegò inoltre suo padre, il quale si pentì successivamente di essere intervenuto per liberarla.
Si unì all'Esercito di Liberazione Nazionale, divenendo membro dello Stato maggiore, e fu tra i membri fondatori del Partito Comunista d'Albania, nonché membro dell'Ufficio politico, fino alla sua rimozione nel novembre 1944, e partecipante al congresso di Përmet. Nell'agosto 1944, su richiesta di Miladin Popović ed Enver Hoxha, avrebbe ucciso il collega di partito Mustafa Gjinishi, rivale politico di Hoxha, accusato da quest'ultimo di essere un agente segreto britannico.
Fu eletta nel dicembre 1945 all'Assemblea costituente (divenuta poi Assemblea del popolo), divenendo una delle tre donne elette nella legislatura del paese insieme a Naxhije Dume e Ollga Plumbi. Intorno al 1946 sposò il generale Dali Ndreu, dal quale ebbe almeno due figli, Lavdie e Sokol, nato nel 1954; a quest'ultimo fin da piccolo era stata diagnosticata una malattia cronica.
Nel 1956 fu arrestata insieme al marito a Sllovë, poiché si sospettava una loro fuga verso la Macedonia; entrambi furono accusati, insieme ad Astrit Gega e Petro Bollati, di far parte di un gruppo di agenti al servizio della Jugoslavia. Il 22 novembre 1956 i due coniugi e Bollati furono condannati a morte come traditori della patria in un processo a porte chiuse di fronte ad un tribunale militare presieduto dal colonnello Mustafa Qilimi (sostituito poi da Aranit Çela) e furono fucilati da un plotone d'esecuzione nel dicembre dello stesso anno in una località sconosciuta. Secondo diverse fonti, Gega sarebbe stata incinta di circa sei mesi al momento dell'esecuzione, sebbene le autorità del Partito del Lavoro albanese abbiano sempre negato l'esistenza di prove in merito. Secondo la testimonianza di Qilimi, Enver Hoxha seguì con attenzione il processo attraverso un registratore piazzato segretamente nell'aula dalla Sigurimi; inoltre, sempre secondo Qilimi, era opinione diffusa tra i giudici che i coniugi fossero innocenti e che comunque la pena di morte fosse eccessiva rispetto ai fatti accertati ma la dirigenza del partito, in particolare il Presidente dell'Assemblea del popolo Rita Marko (che seguiva gli ordini diretti di Hoxha), aveva premuto affinché i due venissero fucilati per esporre le attività ostili della Jugoslavia titina. Nel suo Titistët, Hoxha definì Gega "ambiziosa, arrivista, astuta, avida e assetata di potere". L'esecuzione dei coniugi, secondo la Central Intelligence Agency (CIA) statunitense, acuì lo scontro tra l'Albania hoxhaista e l'Unione Sovietica destalinizzata guidata da Nikita Chruščëv.
Dopo la morte dei genitori, i figli furono cresciuti dagli zii paterni, venendo internati nel 1958 col resto della famiglia nel villaggio di Shtyllas, nei pressi di Levan; la figlia Lavdie lasciò Shtyllas nel 1971 e si impegnò a raccontare la storia dei genitori, del cui arresto fu testimone in prima persona. Il figlio Sokol invece si laureò in giurisprudenza dopo la caduta del regime socialista ed emigrò nel 2000 negli Stati Uniti d'America, dove morì nel 2022.